# Chrysopophthorus orientalis
Chrysopophthorus orientalis är en stekelart som beskrevs av Mason 1964. Chrysopophthorus orientalis ingår i släktet Chrysopophthorus och familjen bracksteklar. Inga underarter finns listade i Catalogue of Life.